# Thomas Ankersmit
Thomas Ankersmit (Leiden, 28 juni 1979) is een Nederlands geluidskunstenaar, improvisator en componist van experimentele en elektronische muziek. 
Hij is afgestudeerd aan de Gerrit Rietveld Academie in Amsterdam en is sinds eind jaren negentig internationaal actief, voornamelijk als soloartiest.
Hij werkt met elektronica en saxofoon, en combineert geluidsbewerking en -montage in de studio met improvisatie. Zijn primaire instrument is een analoge synthesizer van het type Serge Modular. In zijn muziek onderzoekt hij de grensgebieden van het menselijk gehoor door middel van bijvoorbeeld gerichte geluidsstralen, infrageluid, en otoakoestische emissies. Zijn werk met analoge synthesizers wordt gekenmerkt door een experimenteel gebruik van het instrument, door bijvoorbeeld kortsluiting en feedback op te wekken, waarbij deze "glitches" in het signaal een belangrijk component van de muziek vormen. Hiernaast maakt Ankersmit installaties, met geluid als belangrijkste medium. Zijn muziek wordt uitgebracht door het Touch-label uit Londen en het PAN-label uit Berlijn. 
In Nederland heeft Ankersloot onder andere opgetreden in WORM in Rotterdam en Muziekgebouw aan 't IJ in Amsterdam tijdens het World Minimal Music Festival en in het VPRO-radioprogramma Dwars. In België trad hij onder andere op in Ancienne Belgique. Ter gelegenheid van het tienjarig jubileum van de samenwerking tussen Ankersmit en Niblock ging het duo in 2013 op tournee in Japan.
In november 2004 schreef het Engelse muziektijdschrift The Wire een artikel over Ankersmit.

## Projecten
- Langdurige samenwerking met de Amerikaanse minimalmusiccomponist Phill Niblock
- Samenwerking met Amerikaanse noiseartiest Kevin Drumm
- Samenwerking met de Italiaanse componist en improvisator Valerio Tricoli

## Discografie

### Albums
- Weerzin / Oscillators And Guitars, split-lp met Jim O'Rourke (Tochnit Aleph, 2005)
- Live in Utrecht (Touch, 2010)
- Forma II (PAN, 2011)